# Decoupage

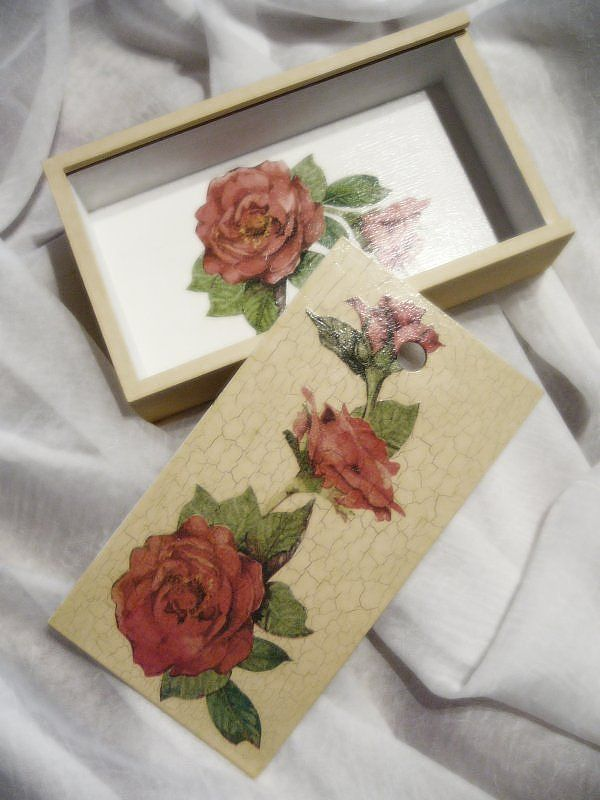
Decoupage technikával díszített doboz

A decoupage (szalvétatechnika) egy olyan kreatív technika, aminek segítségével tetszőleges felületet díszíthetünk színes mintákkal, szalvétából kivágott motívumokkal, stb. Ez az egyik legkedveltebb kreatív hobbi technika, mert
- könnyen elkészíthető,
- nem igényel különösebb kézügyességet,
- szinte minden felületre (fa, papír, cserép, textil, gipsz, üveg, hungarocell stb.) alkalmazható.

## Decoupage fára, gipszre, cserépre, papírra, üvegre, viaszra
A kiválasztott szalvétamotívumot ollóval vágjuk ki, vagy kézzel tépjük körbe. Ezután válasszuk szét a többrétegű szalvétát és csak azt a réteget használjuk fel, amelyiken a minta van. A többi rétegre nem lesz szükségünk.
- A díszítendő felületet ecsettel vékonyan kenjük be decoupage-ragasztóval.
- Simítsuk rá a kivágott szalvétamotívumot, majd hagyjuk megszáradni.
- Száradás után még egyszer kenjük át a felületet szalvétaragasztóval.

Tartósabbá és fényesebbé tehetjük a mintát, ha átkenjük decoupage-lakkal. Az ecsettel mindig középről a szélek felé haladjunk! Ha sötét felületre ragasztjuk a szalvétát, előzőleg célszerű azt pasztell színnel lefesteni, mert a sötét alapszín átüthet a szalvétán.
A decoupage-technikához nem csak szalvétát használhatunk, hanem bármilyen papír alapú mintát. Papír esetén pontosan ugyanúgy kell eljárjunk, mint szalvéta esetében. A ragasztáshoz viszont célszerűbb a decoupage-ragasztó helyett tapétaragasztót alkalmazni. Ekkor a papír nem hullámosodik úgy fel és könnyebb a felületre egyenletesen felvinni. Tapétaragasztó használata esetén a díszítendő felület mellett a minta hátoldalát is be kell kenni ragasztóval és rövid ideig hagyni kell mindkét felületet szikkadni. Ezt követően ugyanúgy kell eljárni, mint szalvéta esetén.
Nagyon jó példákat lehet találni például itt arra, hogyan lehet különböző anyagokra alkalmazni a decoupage technikát szalvéta használatával és hogyan készíthetők kézműipari termékek, mint csodálatos használati tárgyak vagy lakásunk egyedei dísztárgyai. 
Például egy borosüvegre való felvitellel ecet és olajtartó, egy pohárból virágtartó, egy kehelyből gyertyatartó készíthető.  Fára való alkalmazáskor például különböző használatú dobozok, vagy tálca készíthető. Cserép anyag használatával például hangulatos bortartó, vagy gyertyatartó készíthető.  Praktikus ötlet a viasz anyagra való alkalmazás esetén, amikor egy viaszbók készült gyertyatartóra kerül fel a szalvéta decoupage technikával, ahol csak a belső kis gyertyát kell alkalmanként cserélni. Különböző méretű és oldalszámú fotó albumra is felvihető papír alapra, amely az után személyre is szabható azzal, hogy az előlapra beleilleszthető egy fénykép, akár egy kisbabáról, egy utazásról, vagy egy esküvő párról

## Decoupage textilre
A technika hasonló a fentebb leírtakhoz, itt azonban textildecoupage ragasztót kell használnunk, amelyet vastagabb rétegben kell felvinni a textilre. A szalvétát ecsettel simítsuk rá az anyagra és hagyjuk megszáradni.
Kb. 24 óra száradási idő után vasaljuk át az anyagot a hátoldaláról.
Az így díszített textília langyos vízben csak kézzel mosható!

## Kapcsolódó oldalak
- Szalvétatechnika videó
- Praktikák.hu
- Rayher Kreatív Centrum